# Micaela Orsi
Micaela Orsi (nacida en 9 de septiembre de 1993) es una modelo uruguaya y reina de belleza que fue coronada Miss Uruguay 2013 y renunció a representar a su país en los concursos de Miss Universo 2013.

## Miss Universo 2013
Como ganadora de Miss Uruguay 2013, Micaela era candidata para representar a Uruguay en Miss Universo 2013. En octubre de 2014, a un mes del concurso renuncia a participar de Mis Universo 2013.
Micaela participó en las grandes pasarelas de Uruguay, como en la semana de la moda en Punta del este celebrado en el Hotel Conrad, Punta del Este.